# Xavier Thomas
Xavier Thomas (Florence, 20 dicembre 1999) è un giocatore di football americano statunitense che milita nel ruolo di defensive end per gli Arizona Cardinals della National Football League (NFL).

## Carriera universitaria
Thomas iniziò a giocare a Clemson nel 2018, mettendo a segno 43 tackle, 3,5 sack e 2 passaggi deviati, venendo premiato come Freshman All-American da USA Today. A fine anno i Tigers vinsero il campionato nazionale. Nel 2019 fu inserito nella terza formazione ideale della Atlantic Coast Conference dopo avere fatto registrare 31 tackle, di cui 8 con perdita di yard, e 2 sack. Nel luglio 2020 Thomas contrasse il COVID-19 e optò inizialmente per passare la stagione come redshirt, potendo cioè allenarsi con la squadra ma non scendere in campo. Tuttavia, dopo che la NCAA dichiarò che tutti i giocatori avrebbero potuto disputare la stagione senza perdere un anno di eleggibilità, Thomas decise di scendere in campo, malgrado l'avere saltato gli allenamenti estivi. Il 31 ottobre 2020 Thomas fu espulso per avere tentato di infortunare il quarterback del Boston College Phil Jurkovec. Saltò anche il primo tempo della partita successiva contro Notre Dame. Nel 2022 Thomas mise a segno 2 sack in tre partite mentre nel 2023 ne fece registrare 3 in dodici partite.

## Carriera professionistica

### Arizona Cardinals
Thomas fu scelto nel corso del quinto giro (138º assoluto) del Draft NFL 2024 dagli Arizona Cardinals. Nella settimana 9 mise a segno 1,5 sack su Caleb Williams nella vittoria sui Chicago Bears. La sua prima stagione si chiuse con 10 placcaggi, 2,5 sack, un fumble forzato e un passaggio deviato in 14 presenze, nessuna delle quali come titolare.